# 둠스데이 2018
《둠스데이 2018》(영어: Doomsday)는 2015년에 개봉한 영국 영화이다. 2018년 7월 8일에 한국 영화 시장에 개봉하였다. 수입, 배급사는 (주)케이알씨지.

## 시놉시스
2410년에서 현재의 지구로 돌아온 시간여행자 아킬레스는 인류를 파멸시키려 하는 바이오 머신 에레보스 7을 상대로 지구를 지키고자 한다. 아킬레스와 가장 먼저 만난 지구인 바이런과 캐시는 아킬레스를 도와 에레보스 7과의 싸움을 이어나간다. 하지만 에레보스는 쉽사리 포기하지 않고 아킬레스를 맹렬히 추격하는데…
과연 그는 지구를 지킬 수 있을 것인가?

## 출연
- 대런 제이콥스 - 바이런 역
- 트레이시 버드샐